# 546025 Ábrahámpéter
546025 Ábrahámpéter è un asteroide della fascia principale. Scoperto nel 2011, presenta un'orbita caratterizzata da un semiasse maggiore pari a 3,1560819 au e da un'eccentricità di 0,1125772, inclinata di 8,70605° rispetto all'eclittica.
L'asteroide è dedicato all'astrofisico ungherese Péter Ábrahám.